# Japanese Movie Database
Japanese Movie Database (日本映画データベース Nihon Eiga Dētabēsu?), mai cunoscută sub numele de JMDB, este o bază de date online cu informații despre cinematografia japoneză: filme, actori și personal component al echipelor de producție. Este similară cu Internet Movie Database, dar listează doar acele filme realizate și lansate în premieră în Japonia. Site-ul a fost inițiat de Y. Nomura în 1997 și conține filme produse începând din 1899 (al doilea an în care au fost realizate filme în Japonia, potrivit mențiunilor documentare) până în prezent.

## Vezi și
- IMDb

## Legături externe
- Site web oficial